# Argyreia nuda
Argyreia nuda är en vindeväxtart som beskrevs av V. Ooststr. Argyreia nuda ingår i släktet Argyreia och familjen vindeväxter. Inga underarter finns listade i Catalogue of Life.